# Vranić (gmina miejska Barajevo)
Vranić (cyr. Вранић) – wieś w Serbii, w mieście Belgrad, w gminie miejskiej Barajevo. W 2011 roku liczyła 4233 mieszkańców.